# Ranko Matasović
Ranko Matasović (Zagreb, 14 de março de 1968) é um linguista croata, dedicado às áreas da linguística croata, estudos protoindoeuropeus e estudos celtas.

## Biografia
Matasović nasceu em Zagreb, onde frequentou os ensinos básico e secundário. Licenciou-se em linguística e filosofia na Faculdade de Letras da Universidade de Zagreb. Na mesma instituição concluiu o mestrado em linguística em 1992 e o doutoramento em 1995 com Radoslav Katičić como tutor, com a tese "Uma Teoria da Reconstrução Textual da Linguística Indoeuropeia".
Foi membro investigador na Universidade de Viena (1993) e na Universidade de Oxford (1995), Fulbright fellow pós-doutoral na  Universidade de Wisconsin em 1997/1998 com Andrew Sihler como assessor, e Alexander von Humboldt Foundation fellow na Universidade de Bona em 2002/2003.

## Cargos e interesses académicos
Atualmente é professor catedrático no Departamento de Linguística da Faculdade de Letras da Universidade de Zagreb, onde leciona cadeiras de linguística comparativa Protoindoeuropeia, estudos celtas e tipologia linguística. Os seus interesses académicos principais incluem gramática comparativa indoeuropeia -- especialmente de línguas baltoeslávicas, tipologia e sintaxe, latim, celta e filologia hitita. Contribuiu para o projeto  do Dicionário Etimológico Indoeuropeu, organizado pela Universidade de Leiden, ao escrever Um léxico etimológico do Protocelta.
Em 2002 foi premiado pela Academia Croata de Ciências e Arte pela sua contribuição de longa data para a filologia. Em 2006 tornou-se membro associado, tendo sido promovido a membro académico em 2012.
Já publicou mais de cinquenta artigos em revistas científicas croatas e de outros países e traduziu inúmeros documentos do latim, grego, lituano, hitita, irlandês antigo e moderno, galês e inglês.

## Publicações
- Harfa sa sjevera. Iz irske književnosti (Antibarbarus, Zagreb, 1995) ISBN 953-6160-25-0
- A Theory of Textual Reconstruction in Indo-European Linguistics (Frankfurt a/M & New York 1996) ISBN 3-631-49751-2
- Kratka poredbenopovijesna gramatika latinskoga jezika (Matica hrvatska, Zagreb 1997) ISBN 953-150-105-X
- Kultura i književnost Hetita (Matica hrvatska, Zagreb 2000) ISBN 954-15-0548-9
- Uvod u poredbenu lingvistiku (Matica hrvatska, Zagreb 2001) ISBN 953-150-612-4
- Kamen kraljeva. Srednjovjekovne irske sage (Ex Libris, Zagreb 2004) ISBN 953-6310-35-X
- Gender in Indo-European (Universitätsverlag Winter, Heidelberg 2004) ISBN 3-8253-1666-1
- Jezična raznolikost svijeta (Algoritam, Zagreb 2005) ISBN 953-220-355-9
- Poredbenopovijesna gramatika hrvatskoga jezika, (Matica hrvatska, Zagreb, 2008.) ISBN 978-953-150-840-7
- Etymological Dictionary of Proto-Celtic, (Brill, Leiden & Boston, 2009) ISBN 978-90-04-17336-1
- Slavic Nominal Word-Formation. Proto-Indo-European Origins and Historical Development, (Universitätsverlag Winter, Heidelberg 2014) ISBN 978-3-8253-6335-2